# Saint-Péravy-la-Colombe
Saint-Péravy-la-Colombe ist eine französische Gemeinde mit 768 Einwohnern (Stand: 1. Januar 2022) im Département Loiret in der Region Centre-Val de Loire. Sie gehört zum Arrondissement Orléans und zum Kanton Meung-sur-Loire. Die Einwohner werden Coinçois genannt.

## Geographie
Saint-Péravy-la-Colombe liegt etwa 18 Kilometer nordwestlich von Orléans. Umgeben wird Saint-Péravy-la-Colombe von den Nachbargemeinden Villeneuve-sur-Conie im Norden und Nordwesten, Patay im Norden, Coinces im Osten und Nordosten, Boulay-les-Barres im Südosten, Gémigny im Süden, Saint-Sigismond im Westen und Südwesten sowie Tournoisis im Westen und Nordwesten.
Durch die Gemeinde führt die frühere Route nationale 155 (heutige D955).

## Bevölkerungsentwicklung
| Jahr                       | 1962 | 1968 | 1975 | 1982 | 1990 | 1999 | 2008 | 2018 |
| Einwohner                  | 528  | 478  | 449  | 534  | 566  | 581  | 626  | 756  |
| Quellen: Cassini und INSEE |      |      |      |      |      |      |      |      |

## Sehenswürdigkeiten
- Kirche Saint-Pierre et Saint-Sébastien

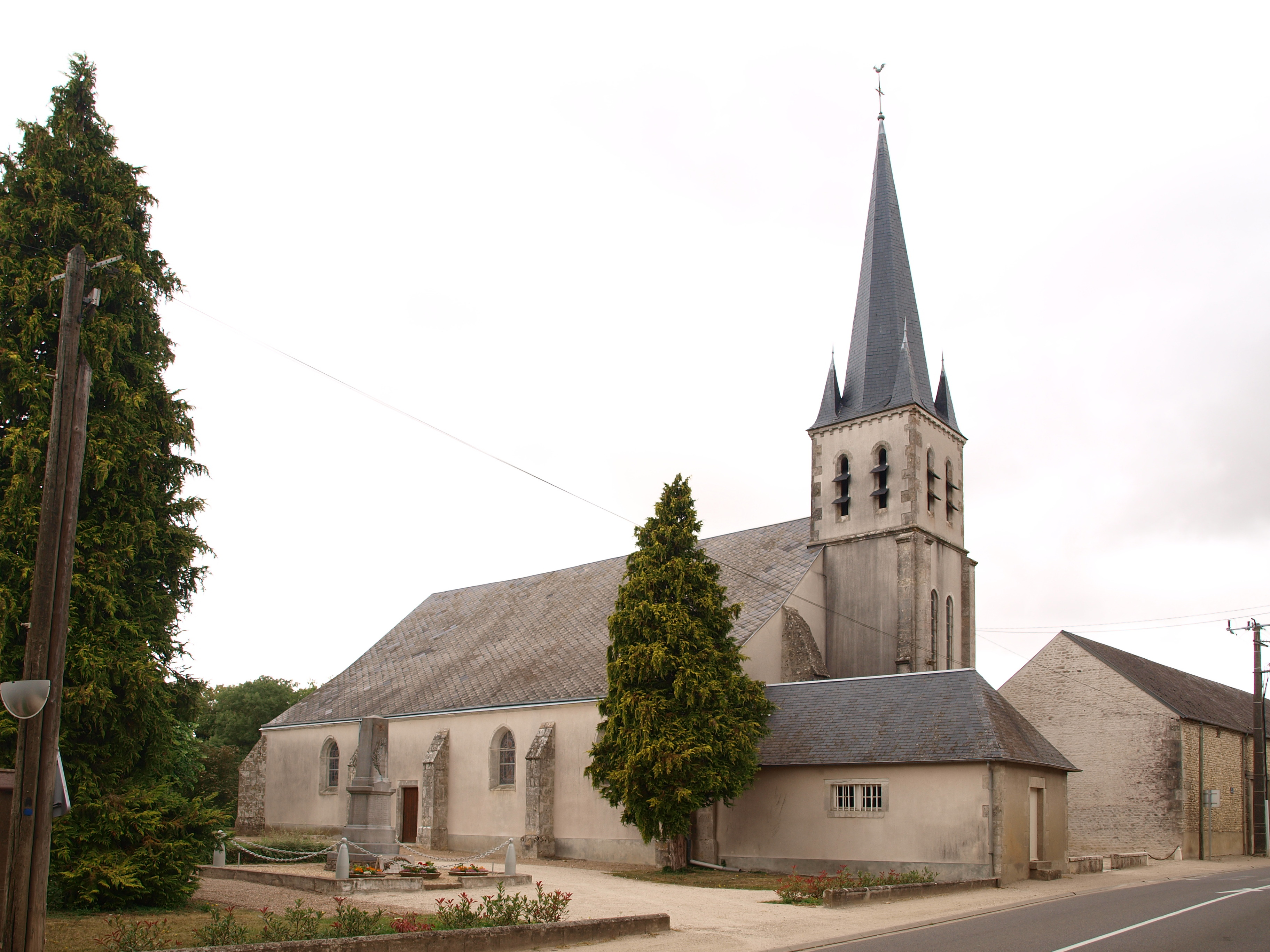
Kirche Saint-Pierre et Saint-Sébastien

## Söhne und Töchter der Stadt
- Fernand Pousse (1899–1988), Autorennfahrer